# Алиджанов, Назим Назир оглы
Назим Назир оглы Алиджанов (азерб. Nazim Nəzir oğlu Əlicanov; 26 июля 1970, Гах, Гахский район, Азербайджанская ССР, СССР) — советский, молдавский и белорусский борец вольного стиля, чемпион Европы, обладатель Кубка мира в команде, участник Олимпийских игр 1996 года в Атланте.

## Спортивная карьера
Вольной борьбой начал заниматься в 1983 года. В 1988 году стал чемпионом СССР и среди кадетов и юниоров. В июле 1988 года в составе сборной команды СССР попал на чемпионат мира среди юниоров в немецкий Вольфурт, где стал бронзовым призёром. В июне 1991 года на Спартакиаде народов СССР стал серебряным медалистом, уступив первое место Сергею Смалю. После распада СССР выступал за сборную Азербайджана. С 1996 по 1999 год защищал цвета сборной Молдовы. В составе сборной Молдавии в июле 1996 года на Олимпийских играх в Атланте на стадии 1/16 финала уступил казахстанцу Артуру Фёдорову, затем в первой утешительной схватке одолел Цэрэнбаатарына Цогтбаяра из Монголии, далее уступил азербайджанцу Арифу Абдуллаеву и занял итоговое 13 место. В августе 1999 года стал победителем Всемирных игр военнослужащих в Загребе. После этого снова вернулся в сборную Азербайджана, где получил свои основные награды — в октябре 2001 года в хорватском Сплите выиграл чемпионат мира среди военнослужащих, а в мае 2002 года на домашнем чемпионате Европы в Баку, одолев в финале молдаванина Геннадия Тулбя, стал победителем. В апреле 2004 в Баку стал обладателем Кубка мира в составе сборной Азербайджана. В Азербайджане выступал за бакинский борцовский клуб ЦСКА. Тренировался под руководством Эльмана Алимзаде и Октая Гусейнова. После завершения активных выступлений на борцовском ковре перёшел на тренерскую работу. В 2007—2009 годах был главным тренером команды по женской борьбе национальной сборной Азербайджана.

## Личные достижения
- Почётный диплом Президента Азербайджанской Республики (29 августа 2008 года) — за высокие достижения на XXIX Летних Олимпийских играх в Пекине, а также заслуги в развитии азербайджанского спорта[3]

## Спортивные результаты
- Чемпионат Европы по борьбе среди юниоров 1988 — ;
- Спартакиада 1991 — ;
- Олимпийские игры 1996 — 14;
- Всемирные военные игры 1999 — ;
- Чемпионат мира по борьбе среди военнослужащих 2001 — ;
- Чемпионат Европы по борьбе 2002 — ;
- Чемпионат мира по борьбе среди военнослужащих 2003 — ;
- Кубок мира по борьбе 2004 (команда) — ;